# 短小碘泡虫
短小碘泡虫（学名：Myxobolus exiguus）为碘泡科碘泡虫属的动物。分布于法国、德国、印度、俄罗斯以及中国的青海等，营寄生生活，寄生在青海湖裸鲤的鳃。